# La Llania (Toralla)
La Llania és una partida agrícola de muntanya del terme municipal de Conca de Dalt, a l'antic terme de Toralla i Serradell, en territori del poble de Toralla.
Està situada a prop i al sud de Toralla, al nord-oest de la Llacuna i a ponent de lo Planell. És també a llevant d'Arguilers i al nord-est del Seix Curt, a l'esquerra de la llau de la Llacuna.